# Byrsonima rotunda
Byrsonima rotunda är en tvåhjärtbladig växtart som beskrevs av August Heinrich Rudolf Grisebach. Byrsonima rotunda ingår i släktet Byrsonima och familjen Malpighiaceae. Inga underarter finns listade i Catalogue of Life.